# Modúbar de la Emparedada
Modúbar de la Emparedada es un municipio y localidad española de la provincia de Burgos, en la comunidad autónoma de Castilla y León. Situado en la comarca de Alfoz de Burgos, el municipio pertenece también al partido judicial de Burgos. Comprende también la localidad de Cojóbar.

## Geografía
Integrado en la comarca de Alfoz de Burgos, se sitúa a 14 kilómetros de la capital burgalesa. El término municipal está atravesado por la carretera nacional N-234, en el pK 480, por la carretera provincial BU-800 (Burgos-Monasterio de San Pedro de Cardeña) y por carreteras locales que permiten la comunicación con la N-234, con la BU-800 y con Carcedo de Burgos.
El relieve del municipio está definido por el valle del río de los Ausines y del río Viejo, además de un terreno con numerosos cerros y páramos en el que sobresalen el monte Altotero (1015 m) y el alto de Ribamarina (923 m). La altitud oscila entre los 1015 m (Altotero de Modúbar) y los 870 m a orillas del río de los Ausines. El pueblo se alza a 893 m sobre el nivel del mar.
| Noroeste: Cardeñadijo    | Norte: Cardeñadijo y Carcedo de Burgos | Nordeste: Carcedo de Burgos |
| Oeste: Saldaña de Burgos |                                        | Este: Carcedo de Burgos     |
| Suroeste: Sarracín       | Sur: Revillarruz                       | Sureste: Revillarruz        |

### Geomorfología
Desde el punto de vista geológico pertenece al Período Terciario mioceno (menos reciente), de 25 millones de años a 11 millones de años para acá. Se alternan los materiales calizos, arcillosos, pudinges y margas. El clima está marcado por la continentalidad, consecuencia de la elevada altitud. Inviernos duros y prolongados y veranos secos. Precipitaciones que oscilan alrededor de 450 mm. Predomina una vegetación de roble en la montaña y chopos, sauces y frutales en el valle. Su economía se basa en las actividades primarias (cereal), industria (fábrica de piensos en Cojóbar) y servicios (construcción y restauración principalmente).

## Historia
Poco se conoce de sus orígenes, aunque cabe pensar que los árabes presenciaron su nacimiento al dar nombre al río Modúbar (en árabe, مدور mudawwar, que significa redondo) o según otros autores, como el Cronista Oficial de la Provincia Fray Valentín de la Cruz se trataría de una palabra prerromana referida a montículos de tierra. En cuanto a su apellido Emparedada, dice la leyenda que está tomado de una rica señora que fue acogida tras declararse la peste y curada entre paredes de la Iglesia, aunque en este tema discrepa también el historiador atribuyendo este apellido a una deformación de Emperador referido al Rey Alfonso VI. Se conocen restos arqueológicos prehistóricos en el Altotero.
Tras la desaparición de su poblado (Quintana de los Cojos o Quintanilla de los Coxos) pasó sus bienes y tierras a la comunidad. Administrativamente y como barrio, forma parte del Pueblo Cojóbar.
Lugar que formaba parte del Alfoz y Jurisdicción de Burgos en el partido de Burgos, uno de los catorce que formaban la Intendencia de Burgos durante el periodo comprendido entre 1785 y 1833, tal como se recoge en el Censo de Floridablanca de 1787. Tenía jurisdicción de realengo con alcalde pedáneo.
El municipio llegó a contar con una estación de ferrocarril perteneciente a la línea Santander-Mediterráneo, que estuvo operativa entre 1930 y 1985. La localidad de Cojóbar también dispuso de otro recinto ferroviario. En la actualidad la antigua línea férrea ha sido reconvertida en una vía verde.
A los Modubeos o Modubeños se les conoce como «ahorcacristos» (parece ser que tras una romería dejaron colgado a un roble la Cruz de Cristo, para salvar de feroz tormenta los pellejos de vino que también portaban en procesión).

## Demografía
Modúbar de la Emparedada cuenta con una población de 767 habitantes (INE 2024).

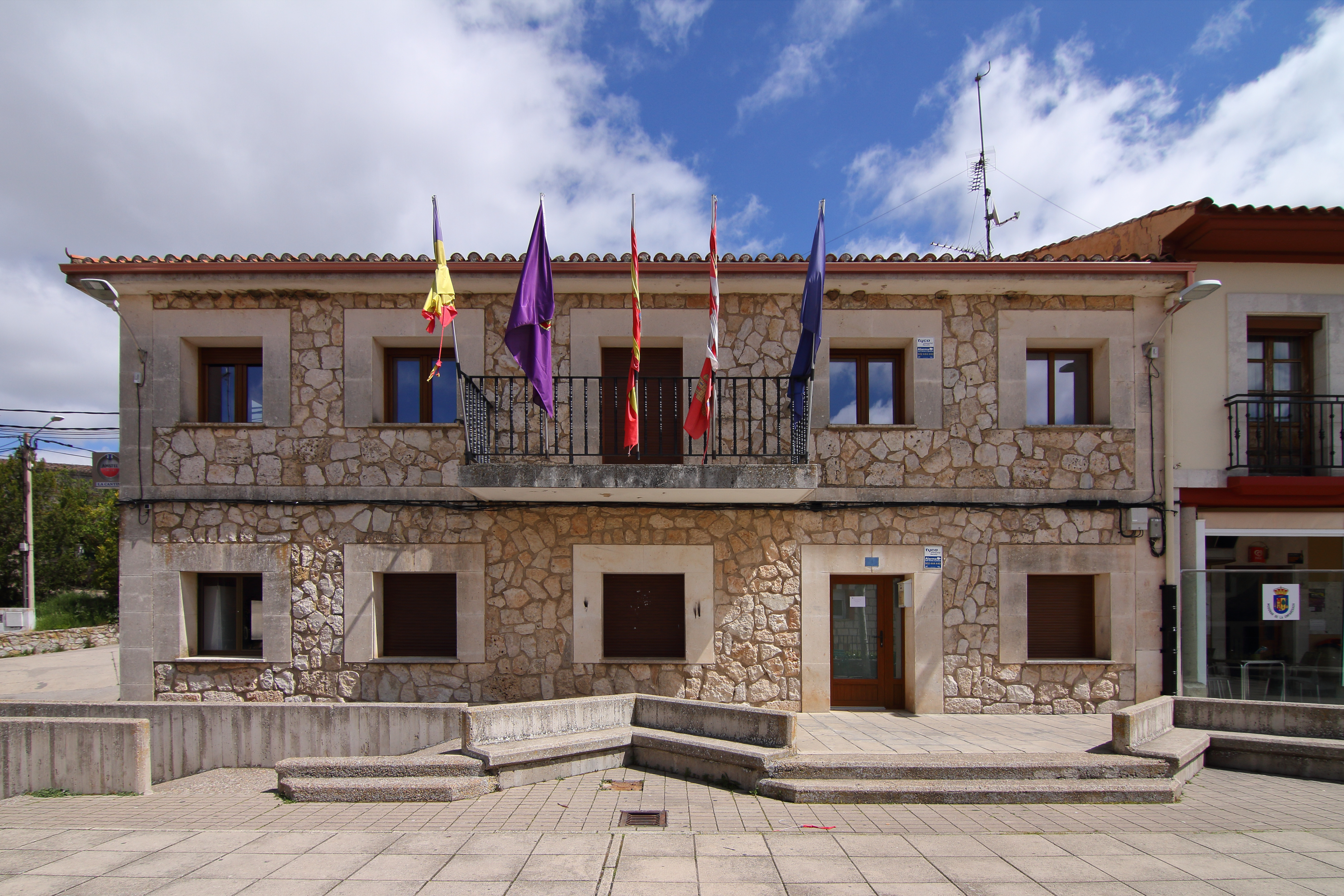
Casa consistorial

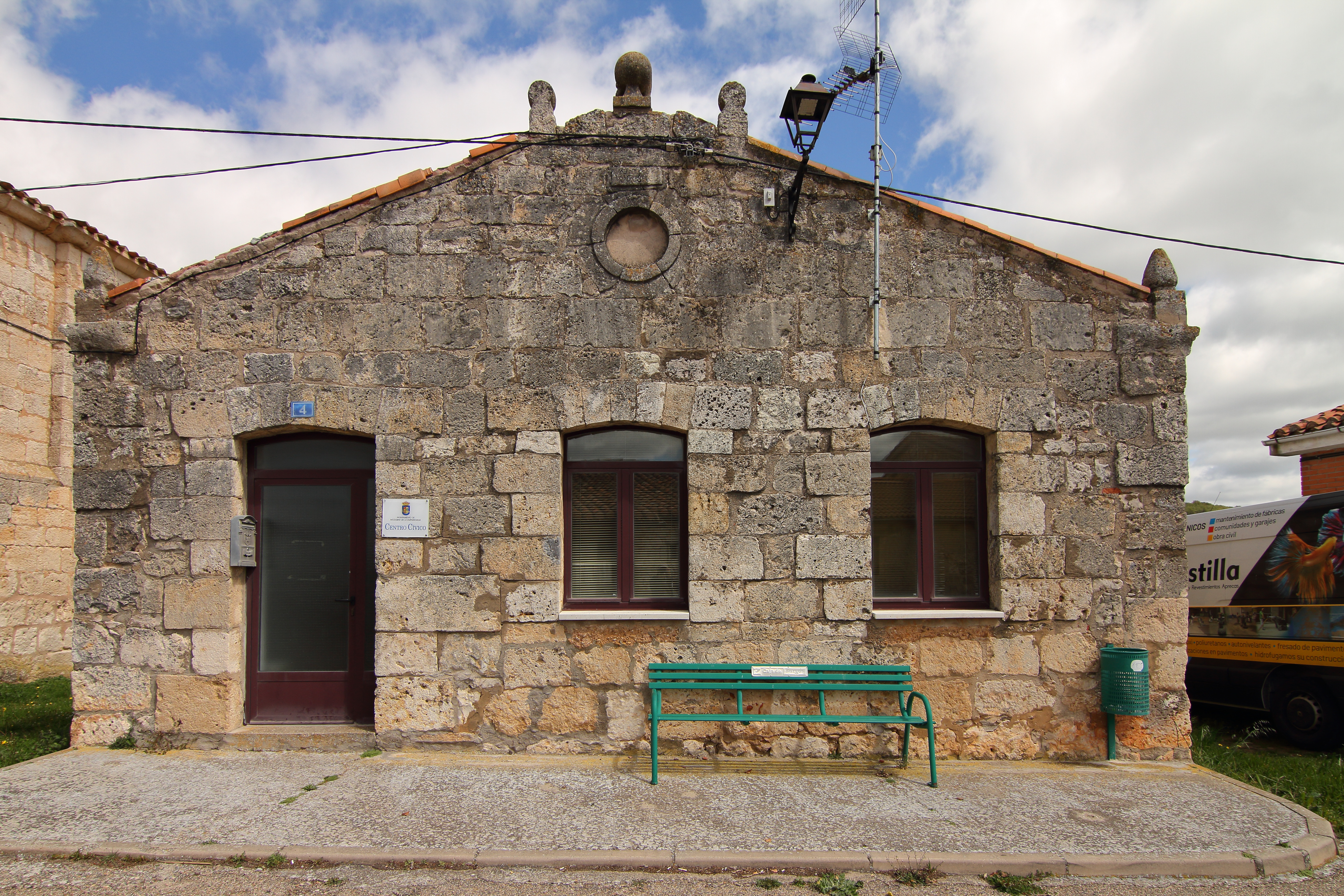
Centro cívico

| Gráfica de evolución demográfica de Modúbar de la Emparedada entre 1842 y 2021 |
| |
| Población de derecho según los censos de población del INE Población de hecho según los censos de población del INEEntre el censo de 1857 y el anterior, crece el término del municipio porque incorpora a Cojóbar. |

## Cultura

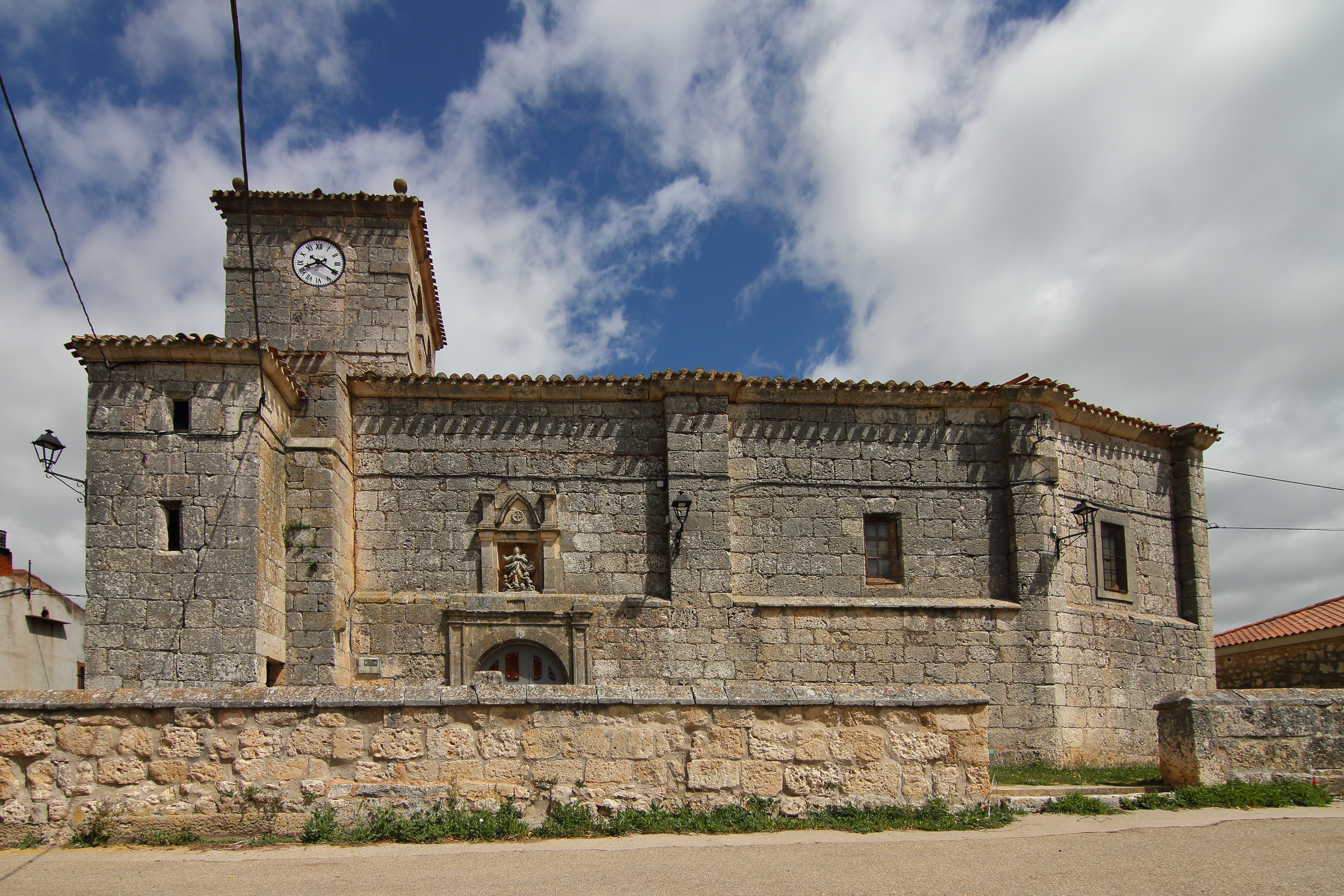
Iglesia de la Asunción de Nuestra Señora

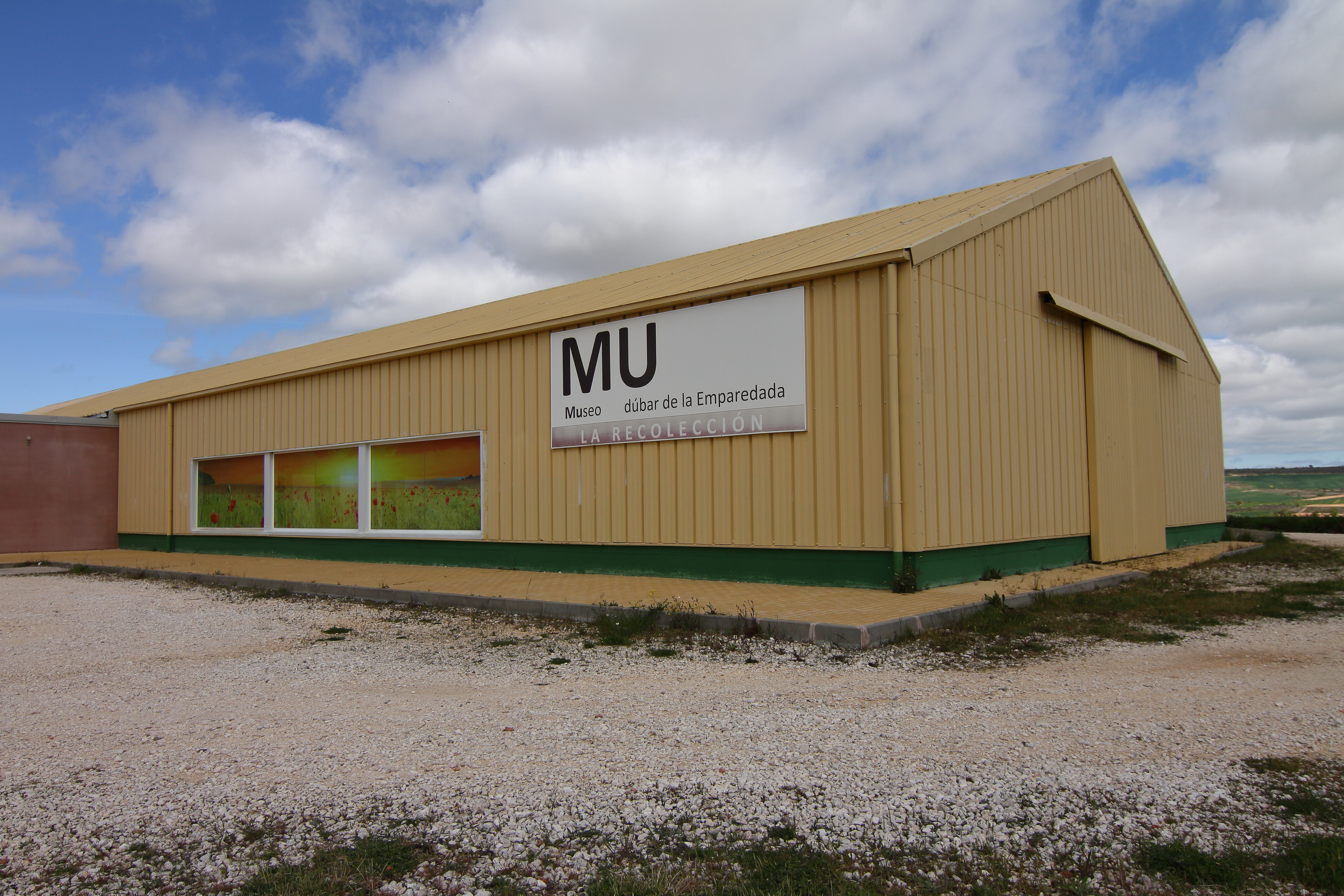
Museo Modúbar de la Emparedada

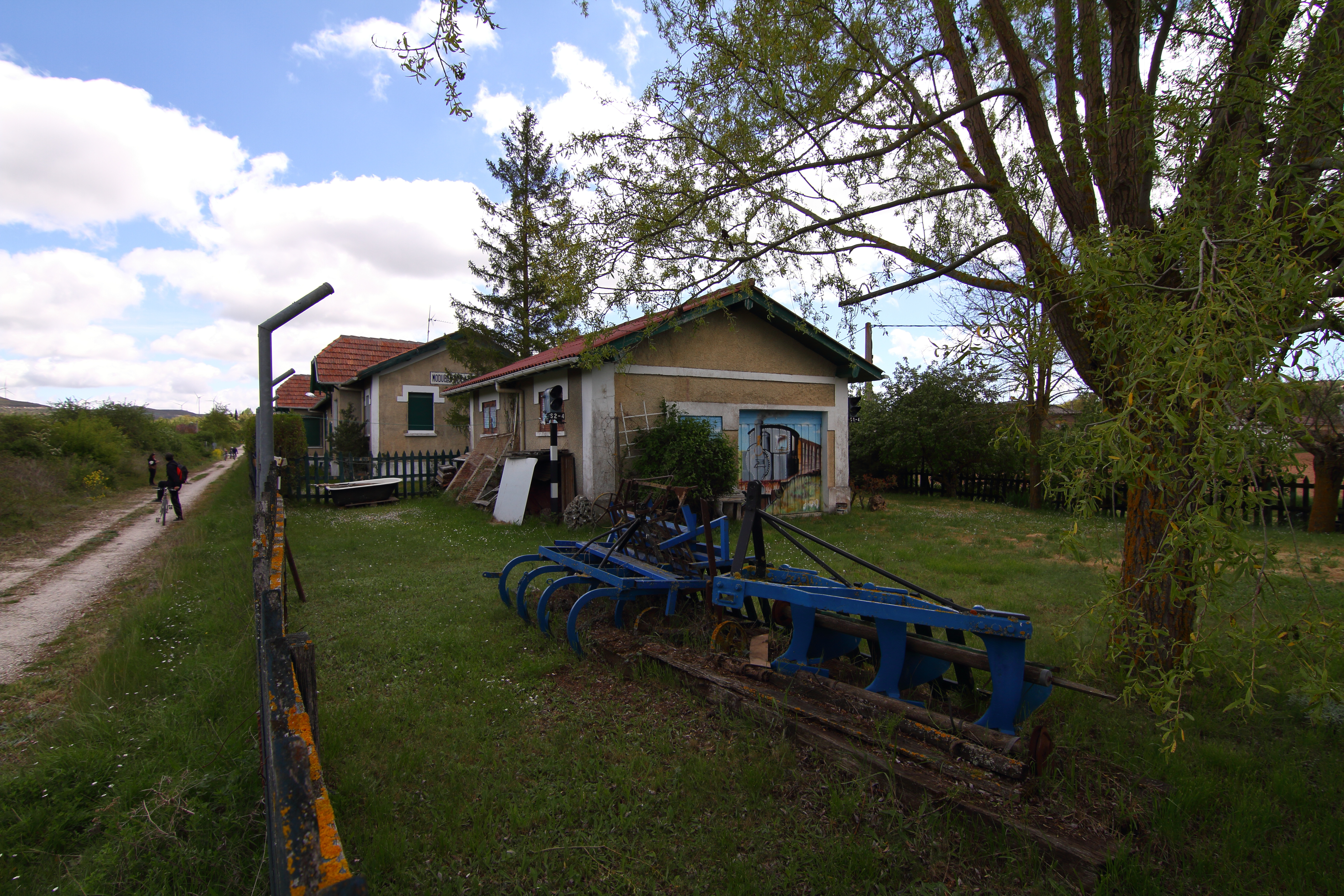
Antigua estación de tren

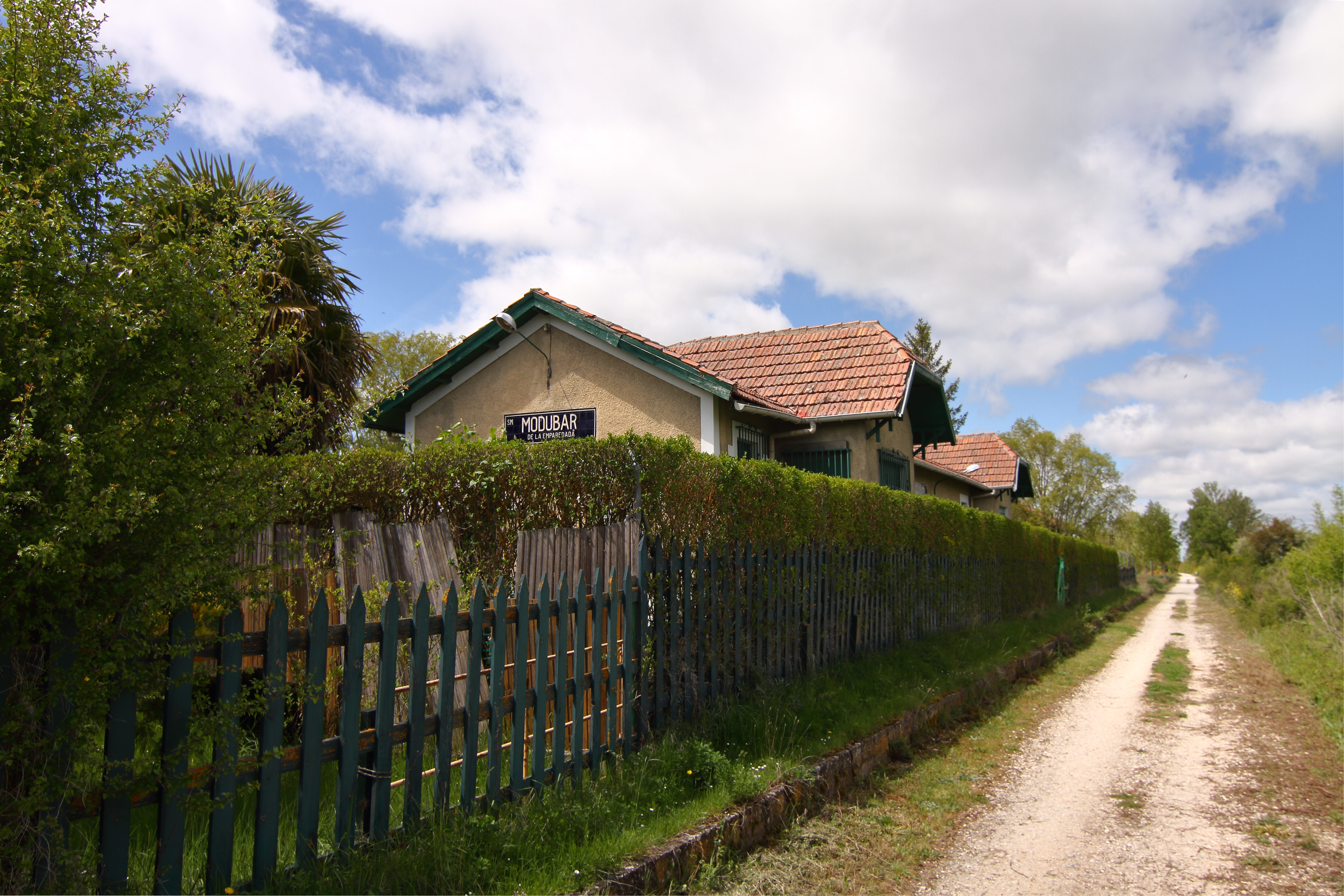
Vía verde

### Patrimonio
Iglesia de Nuestra Señora de la Asunción
De estilo Renacentista data de principios del siglo XVII. Consta de una sola nave de dos tramos con cabecera poligonal cubierta de bóvedas de crucería estrelladas y torre a los pies. Se atribuye su fábrica a Domingo de Aros en 1602. La nave mayor y cabecera están construidas en piedra y el resto de yesos moldurados. Su ábside es rectangular, con pilastrones hasta el alero. A principios del siglo XIX se adosó una capilla en el lado del Evangelio. La portada es barroca de medio punto, con pilastrones y hornacina con Virgen y dos angelotes. Se conocen reformas en los siglos XVIII y XIX, quedando como original el cuerpo de las campanas de la torre. Esta torre es de forma cuadrada y tosca rematada en bolas con seis huecos, algunos cegados.
La pila es renacentista con molduras en borde y fuste y pie cuadrado con molduras.
El retablo mayor es neoclásico, probablemente de Pablo Delgado en 1847.
De interés el reloj de sol empotrado en el contrafuerte sur de la cabecera, cuatro hileras de sillares por debajo de la cornisa. Con varilla terminada en punta de flecha, como su cercano de la Granja del Reloj, de ornamentación geométrica exquisita, horas en números arábigos y medias horas de líneas cortas. Tiene tramo de apoyo de sección cuadrada, sujeta con plomo y semicírculo distribuidor con dos bandas decoradas.
En su interior se conserva el pendón rojo carmesí. Símbolo de la comunidad, se pasea en procesión junto a la Virgen de la Asunción, en las fiestas patronales de Nuestra Señora de las Mercedes así como en la romería de Valderrumbate.
Iglesia de San Cristóbal
La iglesia de San Cristóbal de Cojóbar data su construcción en las primeras décadas del siglo XIII y pertenece al denominado Románico rural burgalés. Su planta basilical es de única nave de tres tramos, sin crucero, con ábside semicircular, acceso abierto al de mediodía que consiste en un arco apuntado rodeado de tres arquivoltas con decoración geométrica y columnas con capiteles con temas vegetales y espadaña situada a los pies. Destaca en su ábside una ventana, hoy cegada, con doble arquivolta y que descansa en dos columnas con capiteles corintios. Tanto la espadaña, como la sacristía y cementerio adjuntos son reformas posteriores y pueden datar del siglo XVIII.
En el interior destaca su retablo mayor de finales del siglo XVII con una inscripción de remate de 1695.
De gran interés es su pila bautismal de estilo románico, también del siglo XIII. Esta pieza, de 90 cm de altura y 1,30 de anchura, apoya sobre una gran base circular decorada con motivos sogueados y una cenefa que recuerda el repertorio de ovas o dardos clásicos. La copa o taza tiene el interior avenerado gallonado, mientras la superficie exterior se observan 22 arcos de medio punto sobre esbeltas columnillas con su correspondiente basa y capitel. Entre las enjutas se despliegan palmetas vegetales, rematándose la taza con doble moldura recorrida por motivos sogueados y de punta de diamante.

### Fiestas
- 10 de julio festividad de San Cristóbal (se celebra en la plaza de Cojóbar)
- 24 de septiembre (Nuestra Señora de la Merced)
- 15 de agosto (Romería de Valderrumbate)